# Georges Boris
Georges Boris (* 1888; † 1960) war ein französischer Politiker, Journalist und Wirtschaftstheoretiker.

## Leben
1927 gründete er die Zeitschrift La Lumière. 1938 wurde er Kabinettschef von Léon Blum und trat in dieser Funktion erstmals in der französischen Geschichte für eine keynesianische Wirtschaftspolitik ein. Das zu deren Umsetzung gemeinsam mit Pierre Mendès France erarbeitete Gesetz  scheiterte jedoch im Senat.
Während des Zweiten Weltkriegs arbeitete er an der Seite Charles de Gaulles im Londoner Exil, wo er insbesondere auch für den Kontakt zur BBC zuständig war. Maßgeblich beteiligt war Boris auch an der Förderung der Kooperation von De Gaulles Exilregierung mit den Kommunisten des Léon Blum.
Von 1946 bis 1954 gehörte Boris dem Wirtschafts- und Sozialrat der Vereinten Nationen an. Auch stand er Mendès-France während dessen Amtszeit als provisorischer Regierungschef 1946/47 hilfreich zur Seite.
| Personendaten    | Personendaten                                                  |
| ---------------- | -------------------------------------------------------------- |
| NAME             | Boris, Georges                                                 |
| KURZBESCHREIBUNG | französischer Politiker, Journalist und Wirtschaftstheoretiker |
| GEBURTSDATUM     | 1888                                                           |
| STERBEDATUM      | 1960                                                           |